# Chileense presidentsverkiezingen 1876
De Chileense presidentsverkiezingen van 1876 vonden op 15 juni van dat jaar plaats. De verkiezingen werden gewonnen door de kandidaat van de Alianza Liberal, Aníbal Pinto. Pinto was de enige kandidaat, omdat de conservatieven en de liberaal-democraten besloten de verkiezingen te boycotten.
| Kandidaat | Kandidaat | Kandidaat              | Partij | Partij                          | Stemmen | Percentage |
| --------- | --------- | ---------------------- | ------ | ------------------------------- | ------- | ---------- |
|           |           | Aníbal Pinto Garmendia |        | Alianza Liberal/Partido Liberal | 293     | 95,44%     |
|           |           | Onthoudingen           |        |                                 | 14      | 4,56%      |
| Totaal    | Totaal    | Totaal                 |        |                                 | 307     | 100%       |

## Bron
- (es)  Elección Presidencial 1876